# Eritrissomerus cecidomyiae
Eritrissomerus cecidomyiae är en stekelart som beskrevs av William Harris Ashmead 1893. Eritrissomerus cecidomyiae ingår i släktet Eritrissomerus och familjen gallmyggesteklar. Inga underarter finns listade i Catalogue of Life.